# Meinrad Lienert

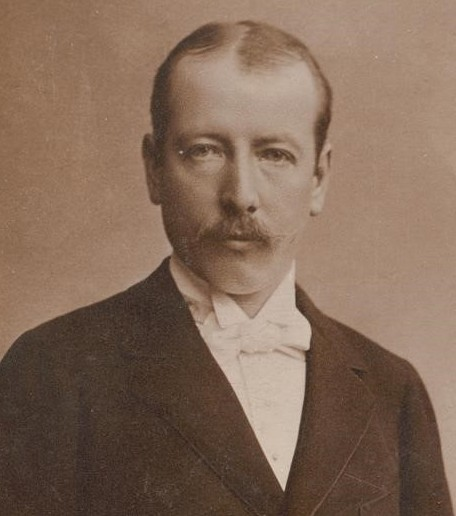
Meinrad Lienert um 1906

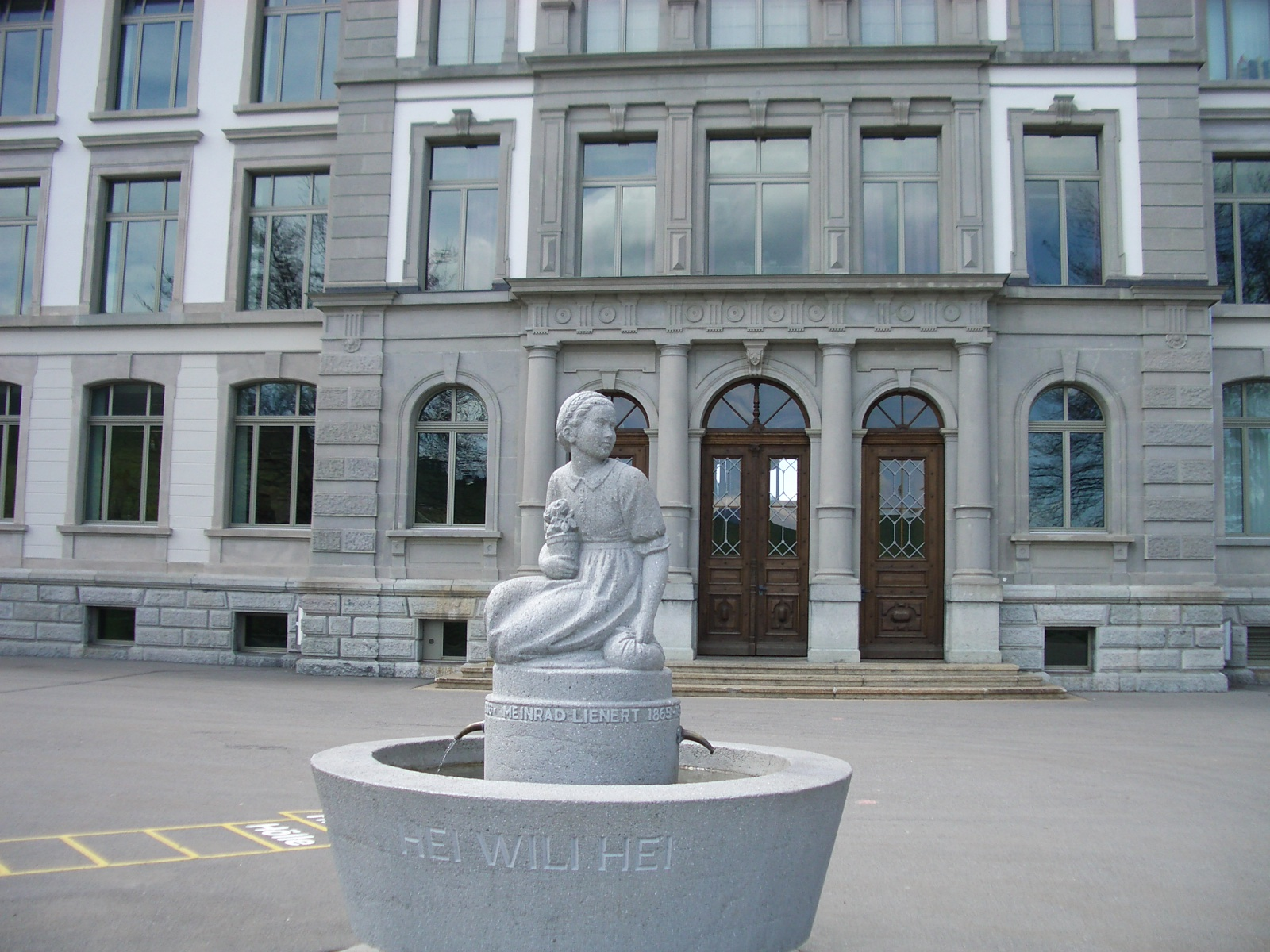
Gedenkbrunnen vor dem Schulhaus Einsiedeln: Hei wili, hei

Meinrad Alois Lienert (* 21. Mai 1865 in Einsiedeln; † 26. Dezember 1933 in Küsnacht) war ein Schweizer Mundart- und Heimatdichter.

## Leben
Lienert wurde im schwyzerischen Einsiedeln als drittes Kind von Konrad Lienert, einem Notar, und Marianne Lienert-Ochsner geboren. Nach der Primarschule besuchte er das Gymnasium der Klosterschule, den Schulbesuch brach er jedoch vorzeitig ab. 1884 begann Lienert seinem Vater zuliebe an der Universität Lausanne das Studium der Rechtswissenschaften, das er in Heidelberg und München fortsetzte und in Zürich abschloss.
Danach arbeitete er als Notar sowie als Redaktor beim Einsiedler Anzeiger in seinem Geburtsort. Im Alter von 28 Jahren heiratete er Marie Gyr, Tochter des «Pfauen»-Hoteliers – damals das erste Haus am Platz. 1899 zog das Ehepaar in das liberalere Zürich, wo Lienert für kurze Zeit die Redaktion der Zeitung Die Limmat leitete. Ab 1900 war er freier Schriftsteller und verfasste neben Romanen und Theaterstücken naturverbundene Lyrik im Schwyzer Dialekt. Er wurde stark von der Neuen Zürcher Zeitung und von Carl Spitteler gefördert. 1919 wechselte er noch einmal für zwei Jahre als Redaktor der Zürcher Volkszeitung in den Journalismus. Von 1916 bis zu seinem Tode war Lienert ferner Mitglied des Leitenden Ausschusses des Schweizerischen Idiotikons, für das er sich auch in der Öffentlichkeit einsetzte.
Aus finanziellen Gründen musste Lienert 1923 das Haus am Zürichberg verkaufen und wieder nach Einsiedeln zurückziehen. Um der Familie näher zu sein, zog das Ehepaar 1929 allerdings an den Zürichsee nach Küsnacht, wo Meinrad Lienert nur vier Jahre später überraschend im Alter von 68 Jahren an Herzversagen starb.
Sein Roman Der Doppelte Matthias und seine Töchter wurde 1941 verfilmt. Buch und Regie waren von Sigfrit Steiner, die Aufnahmeassistenz hatte Walter Kägi, die Musik schrieb Robert Blum.
Sein Nachlass wurde von den Nachkommen 2015 der Zentralbibliothek Zürich übergeben.

## Künstlerisches Schaffen

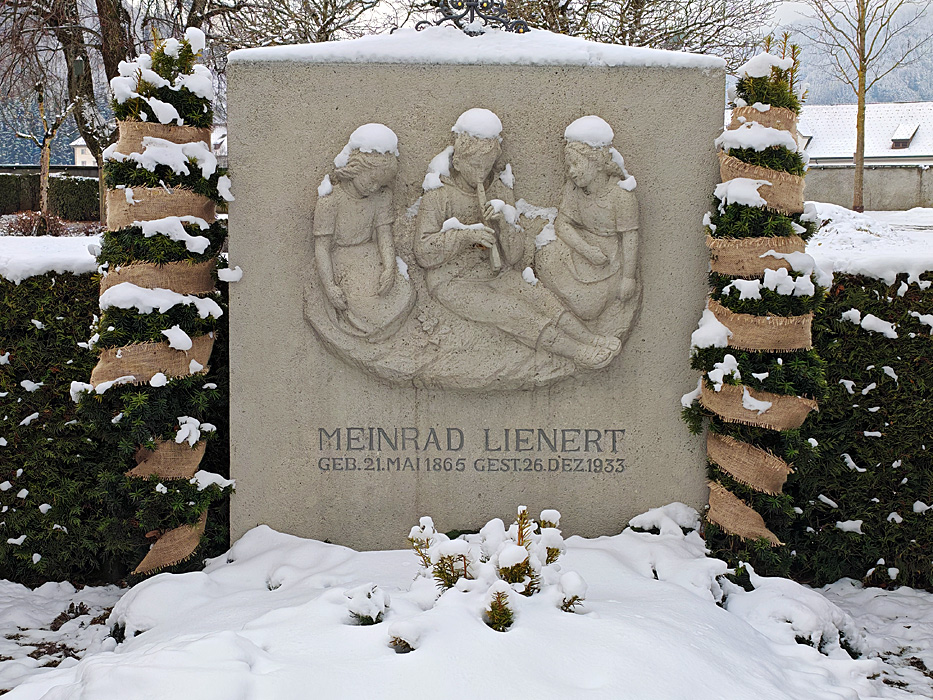
Grab auf dem Friedhof Einsiedeln

Lienert gilt als einer der Begründer der Schweizer Mundartdichtung. Von bleibender Qualität ist seine im höchstalemannischen Einsiedler-Dialekt verfassten Lyrik, wogegen die in Hochdeutsch geschriebenen Romane heute vergessen sind. Nachhaltig bekannt blieb Lienert als Herausgeber eines immer wieder neu aufgelegten Bandes über Schweizer Sagen und Heldengeschichten.
Zahlreiche Gedichte wurden für Männerchor und gemischten Chor vertont, unter anderem von Othmar Schoeck, und die Novelle Annebethli bearbeitete der Komponist Theodor Diener zur dreistündigen Oper Der Spiegel. Am bekanntesten sind heute jedoch die Vertonung für Jodelchöre, beispielsweise z’ Alp und Lieb ha von Emil Grolimund sowie O chönnt i is Bärgland, Hei wili hei, Lanzig und Die alte Schwyzer vom Lachner Fred Stocker, einem Neffen des bekannten Volksmusikanten Stocker Sepp. Die Vertonung des auf dem Gedenkbrunnen in Einsiedeln verewigten Gedichts Hei wili, hei gehört zum Standardrepertoire des Jodelklubs «Waldstattecho» von Einsiedeln.

## Auszeichnungen und Ehrungen
- 1919 Ehrendoktorwürde der Universität Zürich
- Meinrad Lienert-Strasse in Zürich
- Meinrad-Lienert-Brunnen in Zürich[3]
- Meinrad Lienert-Platz in Einsiedeln.

## Zitate
Aus: Der doppelte Matthias und seine Töchter (S. 8–9)
«Als nun dieser Matthias Stump ausreifte und in die Mannsjahre kam, zeigte es sich, dass er ein zählebiger, wehrhafter Bursche, ja, ein ganzer Mann auf kurzen Beinen geworden war, der sich vor nichts und niemandem fürchtete und der immer wieder aufstand wie ein harthölzerner König im Kegelring, sooft ihm auch das Leben ein Bein stellte und ihn zu Fall brachte. So kam er zu guten Jahren und einem gefreuten Heimwesen. Und je älter er ward, desto aufrechter schien er sich zu tragen, so dass die Leute sagten, es sei ihnen alleweil, dieser kleine Herrgottsdonner, der doppelte Matthias, sei das Wüchsigste, was es geben könne. Es wolle einem vorkommen, wenn man ihn so gradauf ausrücken sehe, er wachse in einem fort und eines Tages werde doch noch ein Riese aus ihm.»
Aus: Die Kunst zu Illendorf (S. 19)
«… Und der will ein Künstler sein! Ich meine, die grösste Kunst ist doch gewiss, dass man sich selber meistert und recht aufführt und tut, wie die Leute, so ergeht’s einem wie den Leuten.» – «Ja», meinte der Alte, sich wieder an den Ofen zu seiner Kunstgeschichte setzend, «du hast vieles recht, Mutter, aber nicht alles. Das Sprüchlein, man solle tun wie die Leute, dann ergehe es einem auch wie den Leuten, das du angezogen hast, hat, wie so viele Sprüche, auch seine Brüche. Es wäre trostlos langweilig in der Welt, wenn alle Leute gleich wären und gleichtäten, aber das ist eben nicht so. Wenn sie auch anscheinend gleich tun, so sind sie doch nicht nur von Hag zu Hag, sogar von einer Tischdecke zur anderen, ja, die Zwillinge in der Wiege, grundverschieden voneinander, soviel sie auch Gemeinsames haben. (…)»

## Werke (in Auswahl)
- Flüehblüemli. Erzehlige us dä Schwyzerbärge, 1891, online
- Geschichten aus den Schwyzerbergen. Erzählungen, 1894
- Zugvögel, 1897[4]
- Das war eine goldene Zeit! Kindheitserinnerungen, 1906
- S’ Juzlienis Schwäbelpfyffli. Mundart-Gedichte, 1906; Neuausgabe unter dem Titel ’s Schwäbelpfyffli in drei Bänden plus Kommentarband 1992, Bd. 1 (4. Aufl., 1925), Bd. 2 (4. Aufl., 1925), Bd. 3 (1920)
- Der Pfeiferkönig. Eine Zürchergeschichte, Roman, 1909
- Bergdorfgeschichten, 1914
- Drei altmodische Liebesgeschichten, 1916
- Hansjörlis Fahrt nach dem Zauberwort, Roman, 1922
- Der König von Euland, 1928
- Der doppelte Matthias und seine Töchter, Roman, 1929. Neuausgabe, herausgegeben und mit einem Nachwort von Lukas Künzler. Chronos, Zürich 2021, ISBN 978-3-0340-1598-1
- Erzählungen aus der Schweizergeschichte, 1930
- Die Kunst zu Illendorf, 1931
- Das Glöcklein auf Rain, Erzählung, 1933

Werke für Kinder und Jugendliche
- Schweizer Sagen und Heldengeschichten. Der Jugend erzählt, Stuttgart 1914 (Online); Neuausgabe Wiesbaden 2006
- Zürcher Sagen. der Jugend erzählt, Zürich 1919; Neuausgabe [Siebnen] 2013
- Die Entdeckung Amerikas – Das Bergspieglein, Schweizerisches Jugendschriftenwerk (SJW), Heft 89